# Incat
INCAT est un fabricant de navire à grande vitesse type catamaran. Cette société, fondée par Bob Clifford, est basée  à Hobart en Tasmanie (Australie).

## Construction
Cette entreprise construit des navires civils et militaires en aluminium. Elle utilise la technologie du perce-vague (en anglais wave-piercing) et du moteur à jet d'eau.
Les plus grands peuvent atteindre jusqu'à 112 m de longueur et une vitesse de 75 km/h. L'une de ces unités militaires, le HMAS Jervis Bay, est connu pour être intervenu au Timor oriental avec la Force internationale pour le Timor Oriental (INTERFET).

## Galerie

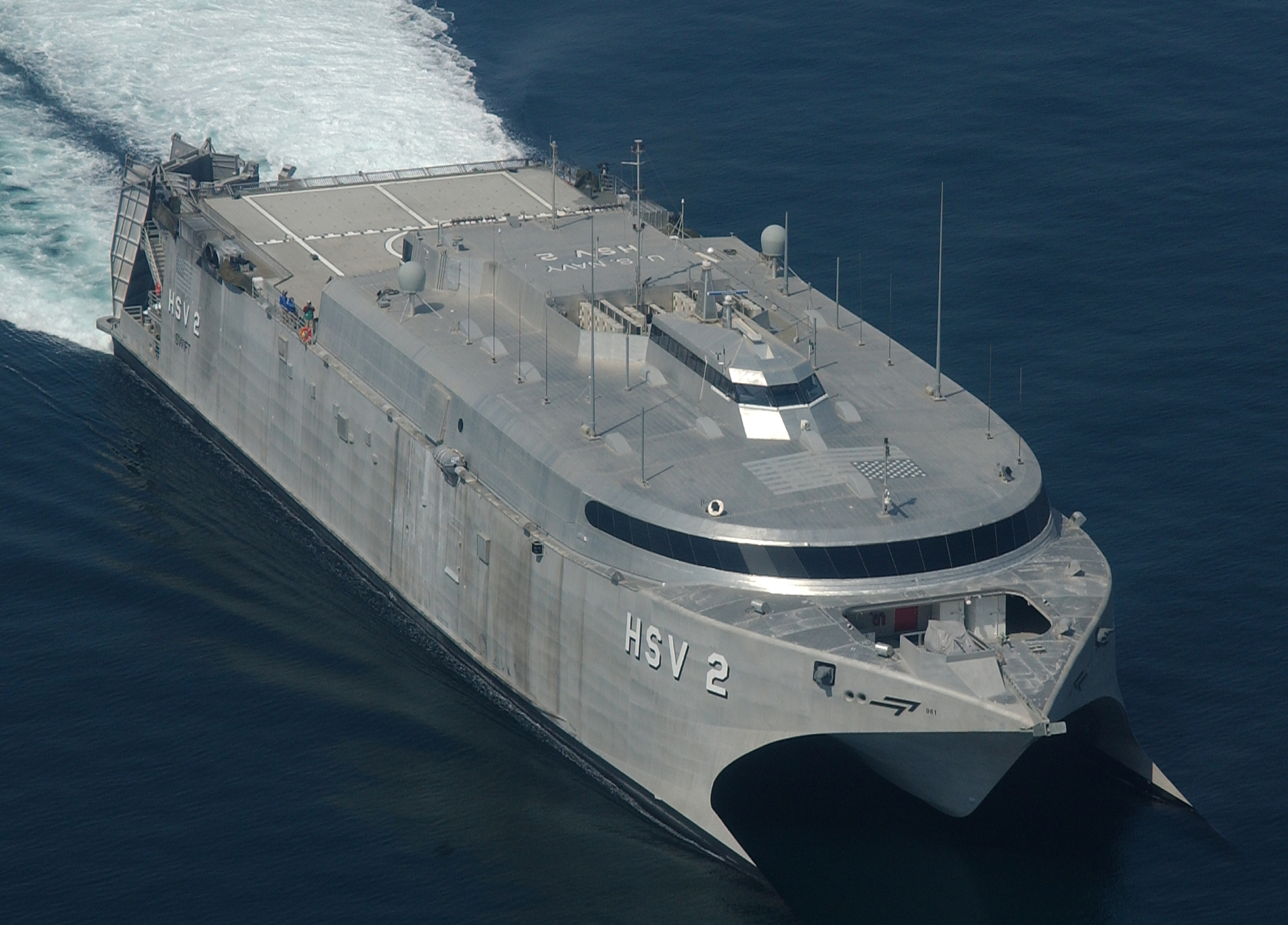
HSV-2 (US Navy)
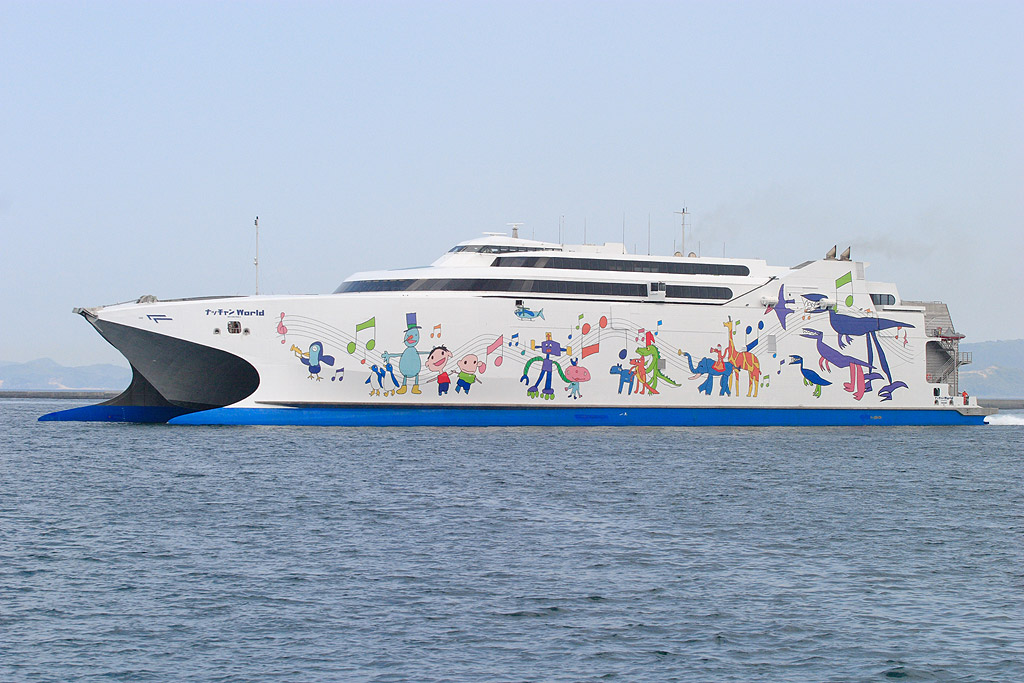
Natchan World
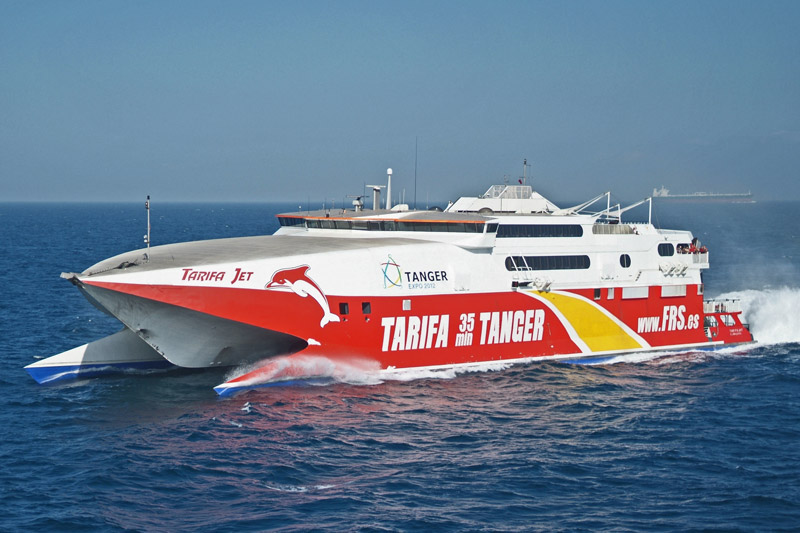
Tarifa Jet
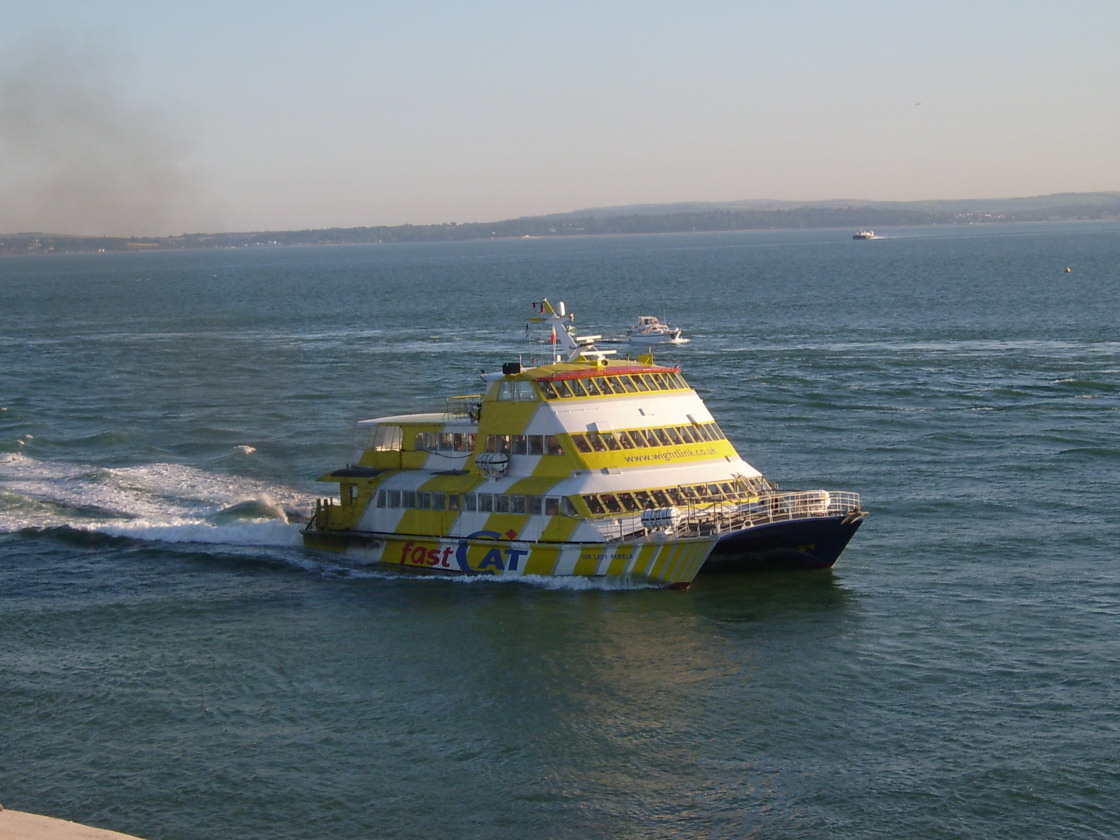
Our Lady Pamela

## Quelques unités construites par Incat
- - 112 m :
- Natchan World (2007)  Japon
  - 98 m :
- HSV-2 Swift (2002)  États-Unis
  - 98 m :
- Normandie Express (2000)  France
  - 96 m :
- HSC Highspeed 6 (2000)  Grèce
  - 91 m :
- HSC Fjord Cat (1998)  Norvège
  - 86 m :
- Condor Rapide (1997) de la compagnie maritime Condor ferries  Royaume-Uni
  - 81 m :
- HSC Stena Lynx III (1996)  Suède

## Sources
- (en) Cet article est partiellement ou en totalité issu de l’article de Wikipédia en anglais intitulé « Incat » (voir la liste des auteurs).